# Preescolar na Casa
Preescolar na Casa (PnC) (en castellano Preescolar en Casa) fue un programa educativo que nació en Galicia en 1977. El programa tuvo como misión contribuir a la formación de los padres y madres que tenían hijos o hijas menores de seis años para ayudarlos a desarrollar plenamente sus capacidades a través de la reflexión sobre los acontecimientos de la vida cotidiana. Funcionó durante 35 años hasta su desaparición en 2012.

## Historia y desarrollo

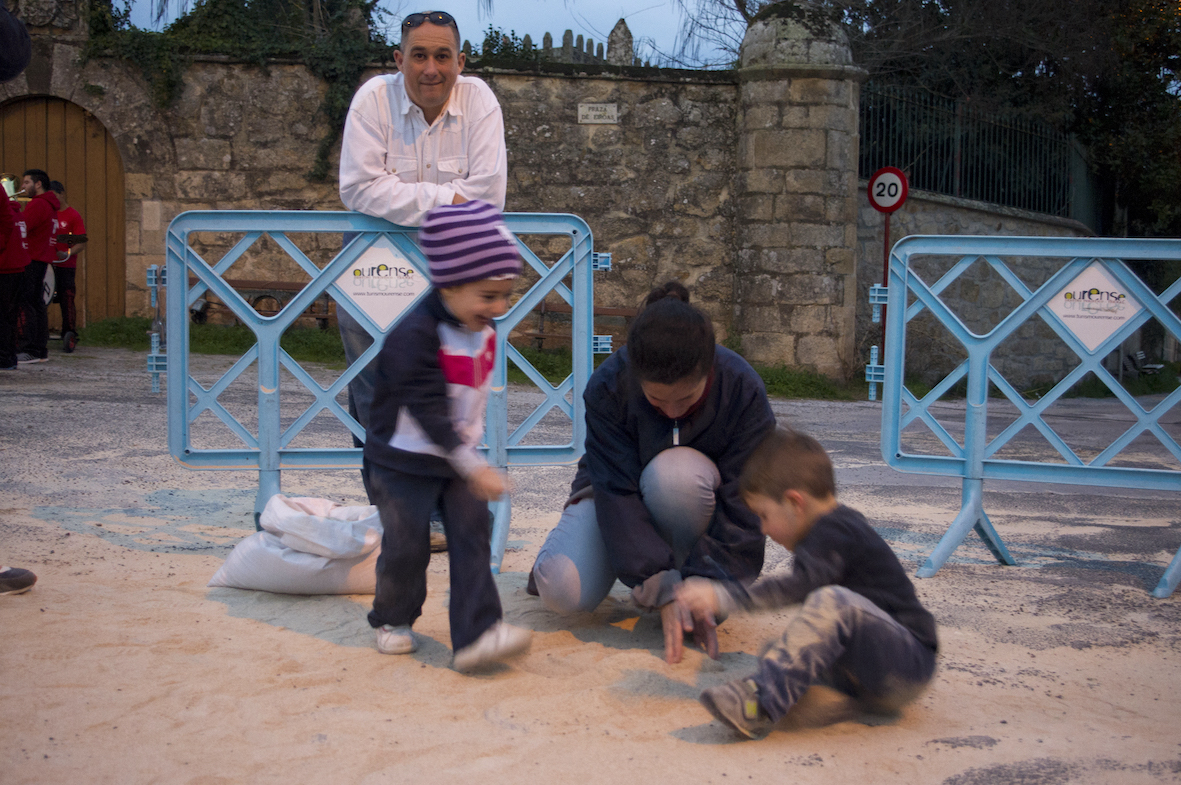
Niños jugando con su madre

Fue creada por el cura Antonio Gandoy y promovida por Cáritas Galicia. Hasta la aparición de la Fundación Preescolar na Casa en 2001, estuvo gestionada por Cáritas Diocesana de Lugo.

### Contexto
El nacimiento de este programa coincide con el proceso de creación de grandes grupos escolares en las cabeceras municipales o con la falta de acceso a la escolarización de niños y niñas de cuatro y cinco años, especialmente en las zonas rurales.
Es importante destacar las oleadas de incendios en la década de los setenta y el seguimiento irregular del proceso de recuperación de los bosques comunales. Se hicieron evidentes los movimientos migratorios desde las zonas rurales hacia otros puntos de España o hacia el extranjero, favorecidos por el escaso desarrollo de la agricultura y la industria gallegas.

### Orígenes
Según Ferradás y Branco, el contexto en el que aparece incluye una serie de factores fundamentales a los que intentará dar respuesta el desarrollo de este programa:
- Dispersión de la población
- Tasas de ausentismo en la escuela secundaria
- Poca cobertura de educación infantil en zonas rurales. En 1975 había en Galicia 173.106 niños de 2 a 5 años, pero sólo el 20,9% estaba escolarizado, quince puntos por debajo de la media española. La mayoría de las aulas de Educación Infantil estaban en las ciudades en ese momento.[1]

Se pueden distinguir hasta cinco etapas bien diferenciadas en los treinta y cinco años de existencia del proyecto:

### Primera etapa 1977-1979
En enero de 1977, comenzaron los encuentros de madres y padres con voluntarios como facilitadores en varios lugares del campo gallego. Para este programa piloto se eligieron cuatro municipios de la provincia de Lugo. En ellas se hacía una convocatoria a los padres y madres para explicarles el proyecto. Fruto de estos encuentros, las familias se comprometieron a reunirse semanalmente para trabajar las propuestas educativas que trabajarían cada semana con sus hijos e hijas menores de seis años, en este caso preferentemente entre cuatro y cinco años.
Al mismo tiempo, se realizó una encuesta a los párrocos para recoger su conocimiento sobre el volumen de niños que no estaban escolarizados y recoger sus opciones sobre la viabilidad del proyecto.
Con el inicio del curso escolar 1977/1978, se constituyó el primer equipo profesional (dos maestras y un maestro), con personal del Ministerio de Educación en adscripción.
En un principio, este personal oficial adscrito al programa se coordinaba con los docentes recién incorporados a los grupos escolares a través de reuniones quincenales en las diversas localidades donde estos docentes habían ejercido  anteriormente de las tertulias escolares.
En este primer curso escolar, este personal adscrito se encargó, junto con los profesores y profesoras voluntarias, de la gestión y creación de materiales didácticos y de la organización de jornadas formativas dirigidas a las familias. En un principio se centraron en la educación de niños y niñas de cuatro y cinco años, ampliándose paulatinamente también a los tres años.
Si bien el foco de la actividad estuvo en los contenidos escolares durante cuatro y cinco años, progresivamente, y la demanda de las familias, se fue ampliando el contenido educativo. De esta forma, temas como la salud, la higiene, las emociones, la afectividad, la autorrealización, la autoestima y la seguridad comenzaron a tener cabida.

### Segunda etapa 1980-1990
Etapa de consolidación y expansión por toda Galicia.

### Tercera etapa 1990-2001
Diversificación y pleno desarrollo del programa.

### Cuarta etapa 2001-2007
Caracterizado por un proceso de institucionalización, que se inicia con la constitución de la Fundación Preescolar na Casa.

### Crisis y fin del Preescolar na Casa (2007-2012)
El proyecto desapareció en 2012 tras el recorte de las ayudas públicas de la Xunta de Galicia que venía apoyando el programa.

### La asociación socioeducativa Antonio Gandoy
En 2013, la asociación sin ánimo de lucro Asociación socioeducativa Antonio Gandoy, formada por antiguos trabajadores de Preescolar na Casa y voluntarios y que sucedió a la Fundación Preescolar na Casa, atendió a noventa familias gallegas.

## Descripción

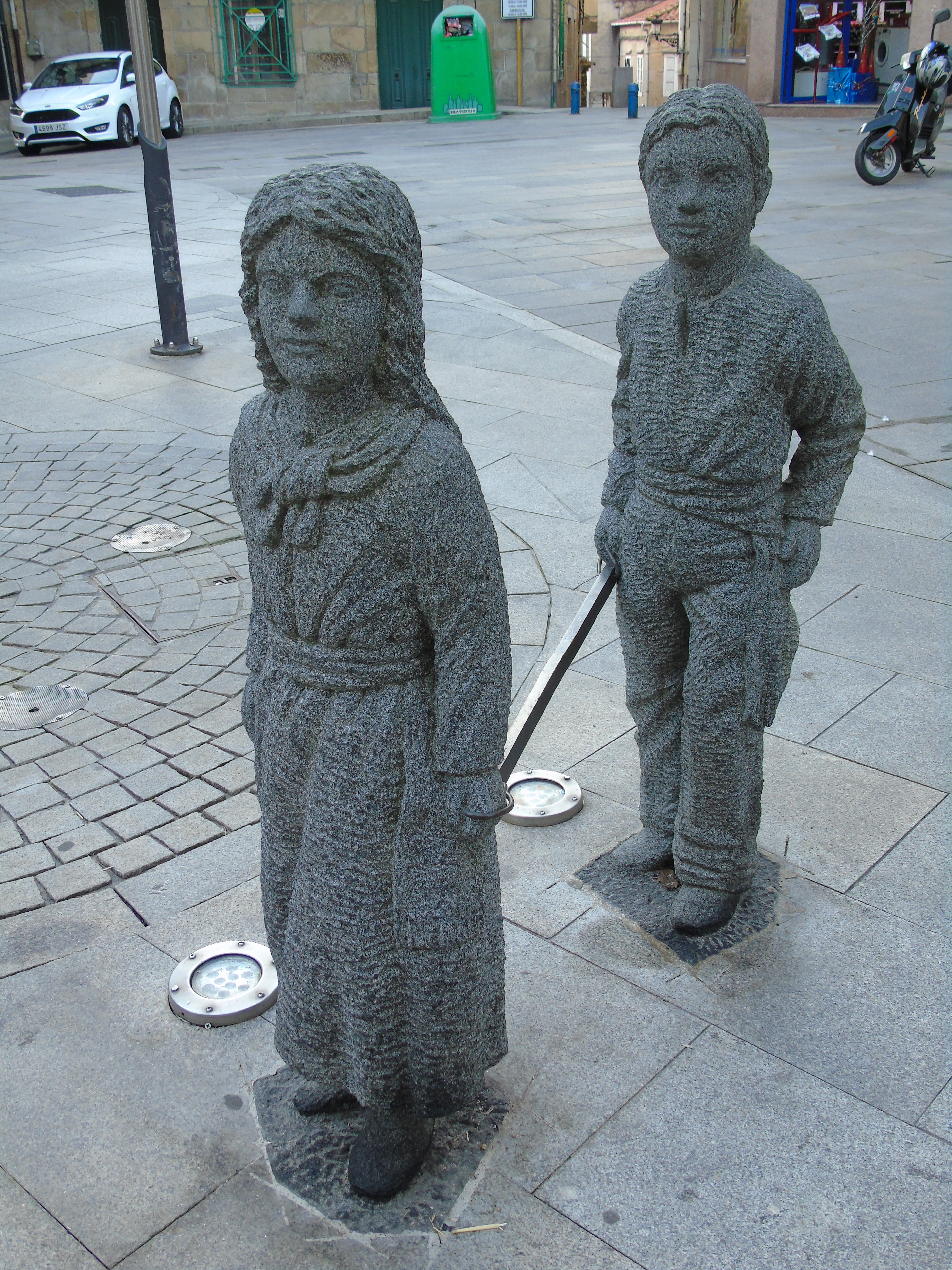
Estatua de un niño y una niña, Marín

El proyecto tuvo dos líneas de trabajo: la formación de padres en educación infantil y la gestión de un programa de educación infantil familiar que favoreciera las interacciones de los niños con su entorno social y familiar.
Se organizó, preferentemente en zonas rurales y otras zonas desfavorecidas, tratando de apoyar y dar seguridad a las familias en la educación y crianza de sus hijos e hijas en los primeros años de vida. Su objetivo era ayudar a los padres a comprender mejor a sus hijos y responder adecuadamente a sus necesidades y posibilidades.
El nombre Preescolar na Casa responde a la historia del programa. Cuando se creó, nació con un claro sentido compensatorio de escuela, y más concretamente de la etapa de Educación Infantil, nombre que se utilizaba en aquella época.
Como servicio, tenía varios niveles de actuación: el familiar, el dirigido a los niños y el comunitario.

### Oferta para familias
Para las familias, se propone :
- La posibilidad de reunirse periódicamente con otras familias para dialogar, reflexionar y analizar la vida cotidiana y su influencia en la educación de los hijos, con el objetivo de ganar confianza en su desempeño educativo.
- La posibilidad de acceder a diversos medios de formación: programas de radio, televisión, teletexto, revista, página web ), ludobiblioteca y, de forma más directa, a través de reuniones de orientación.
- La posibilidad de descubrir y profundizar en el desarrollo de los niños, comprenderlos mejor y tener acciones más adecuadas.
- La posibilidad de descubrir, aprovechar y valorar los recursos existentes en el entorno como elementos educativos.
- La posibilidad de establecer una relación adulto-niño más lúdica y, por tanto, de mayor disfrute.
- Empoderar el papel de la mujer.
- El fortalecimiento del papel del padre en la educación de los hijos.
- La posibilidad de realizar acciones preventivas para el desarrollo y educación de los niños.
- Lleva a tu propio entorno, un servicio educativo, incluso en tu hogar.
- Un modelo de relación entre los personas adultas participantes en el encuentro basado en el respeto, la cooperación y la colaboración.

### Oferta para niñas y niños.
Las acciones dirigidas a los niños pequeños y niñas pequeñas son :
- El encuentro con otros niños y adultos
- Participación en actividades recreativas y de disfrute.
- Experimentación y exploración
- Participar en situaciones de aprendizaje que le permitan adquirir conocimientos y desarrollar habilidades.
- Participar de un tiempo organizado a través de actividades que ofrecieran seguridad y permitieran anticiparse a los acontecimientos. Potenciar el respeto por el ritmo interior de cada niño y contribuir a regular el ritmo exterior (orden, espacio y tiempo ).
- Disfrutar, durante el tiempo del encuentro, de la atención exclusiva de sus padres.
- Un ambiente de cordialidad y cooperación, continuando con la seguridad emocional que representa la familia.
- Un acercamiento a su realidad, a sus vivencias, al tiempo que facilita su conocimiento del entorno, estableciendo vínculos afectivos con personas distintas a su propia familia.

### Oferta a la comunidad
También se proponen una serie de acciones orientadas a la comunidad :
- Un camino hacia el reconocimiento y respeto de la infancia, sus necesidades y el importante papel que tiene la familia en la educación.
- Una ayuda a la revitalización de la cultura gallega, su lengua y sus tradiciones.
- Un espacio de comunicación, debate, reflexión, creación y empoderamiento para adultos.
- La posibilidad de desarrollar actividades comunes y proyectos de distinta naturaleza y para el desarrollo de una cultura de educación infantil familiar.

## Organización

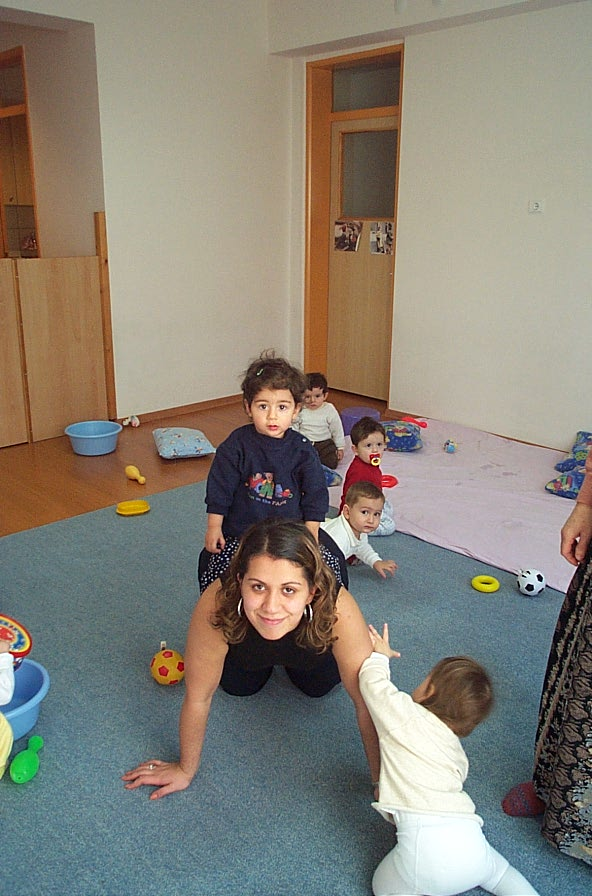
Niños y niñas jugando

Las diferentes actividades estaban dirigidas a las familias y a la sociedad en general con varios tipos de intervenciones: la reunión, el encuentro, las reuniones familiares sin la presencia de los hijos e hijas, las visitas familiares, las madres colaboradoras y las actividades de difusión mediática (televisión, teletexto, radio).

### Las reuniones
Representaron el pilar básico de la organización de PnC. Eran reuniones quincenales que se realizaban a lo largo del año escolar, generalmente en un local comunitario o casa particular. Las familias y los niños participan en ellos dependiendo de la cercanía al lugar de encuentro y fueron coordinados por una persona guía (docente). La duración de esta actividad era flexible, pero por lo general alrededor de dos horas.

#### Estructura de las reuniones
La reunión mantiene un formato general :
1. Recepción y actividades de presentación y saludos.
2. Revisión y aportes en relación con lo acontecido desde el último encuentro (a nivel familiar y cotidiano ya nivel organizacional-educativo)
3. Actividades propuestas por el personal de orientación a realizar con los niños y niñas para que puedan continuar en casa
4. Diálogo con madres y padres en relación con la educación de sus hijos e hijas, en el que se fomentó la reflexión y el debate sobre los problemas de la quincena anterior oa raíz de determinadas inquietudes expresadas por las familias o sugeridas por el personal de orientación.
5. Tiempo de juego de los niños y niñas en la alfombra al mismo tiempo que el debate de los adultos.
6. Planificar las tareas para la próxima quincena y aportar material específico
7. Despedida

## Servicios y medios

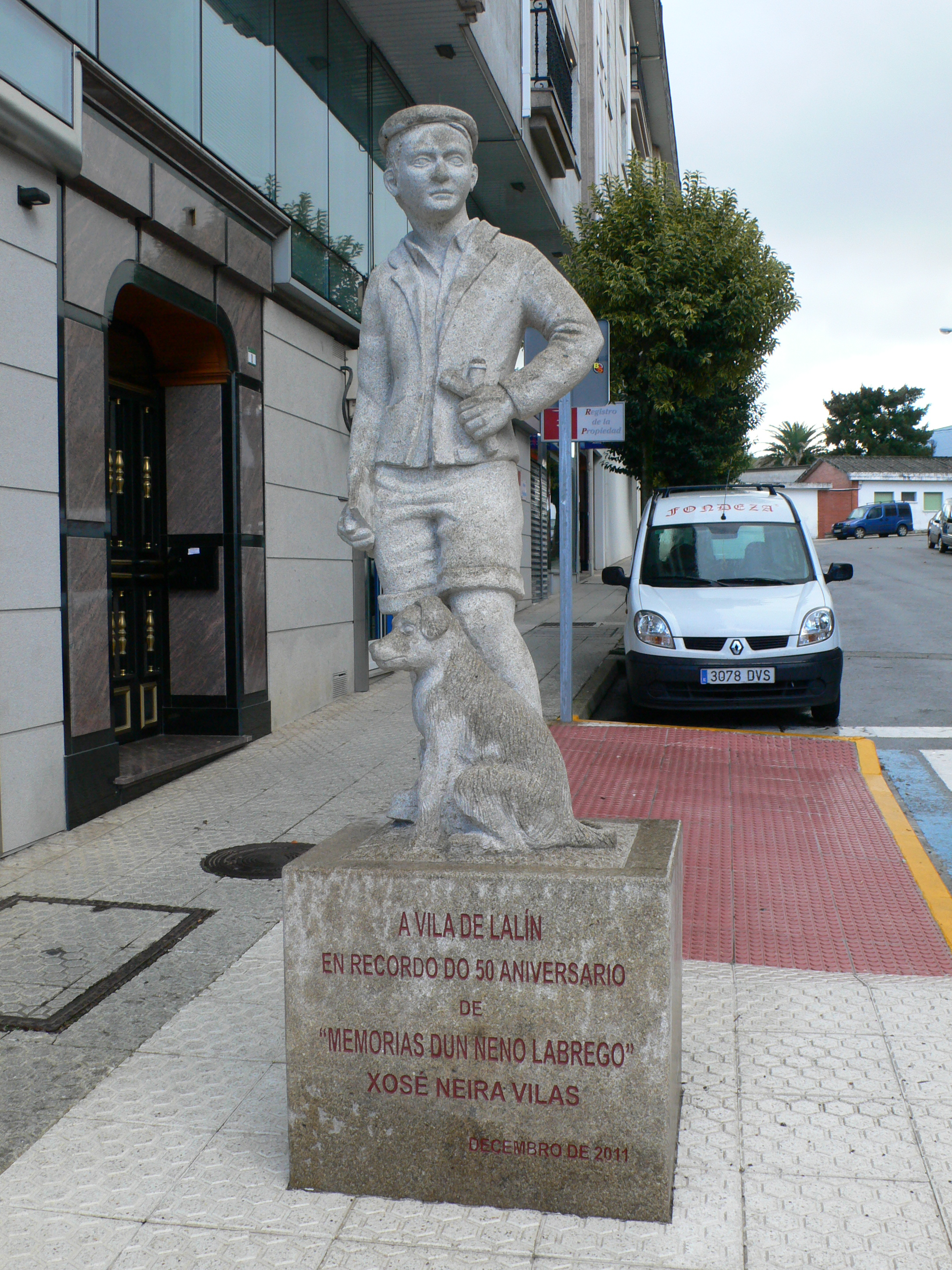
Estatua Recuerdos de un niño campesino, Lalín

El programa asistió a 4.200 familias con niños de 0 a 3 años en toda Galicia con más de 70 monitores contratados que llevaban a cabo los siguientes servicios y actividades :

### Servicios

#### La biblioteca de Preescolar na Casa
En la sede de Preescolar na Casa en Lugo, había una biblioteca física que era la base de la biblioteca itinerante del programa. En él se gestionaban las compras de material educativo con base en las necesidades de las familias y del personal de orientación. Fue informatizado en el año 2000, cuando contaba con aproximadamente 1.283 ejemplares. La biblioteca era el centro que gestionaba la distribución de los Cadernos de Preescolar na Casa, de los que había miles de ejemplares por título. Además, mantuvo varias suscripciones a revistas especializadas y dio cobijo a la Videoteca Preescolar na Casa, con ejemplares de sus propios programas de televisión y radio y otros videos educativos. También hubo una coordinación entre PnC y el personal de las bibliotecas locales.
Constaba de tres secciones diferenciadas dirigidas respectivamente al personal de orientación, a las familias y a los niños.

#### Ludoteca
Además de promover la experiencia lúdica como medio de aprendizaje y fomentar la creación de juguetes, se ofrecía una variada colección de juguetes educativos que se puso a disposición de las familias el día del encuentro.

### Medios de difusión

#### La revista
Preescolar na Casa tuvo una revista que publicó 160 números entre 1977 y 2011. En su mejor momento, tuvo una tirada de 3.500 ejemplares.

#### Programa de radio
La programación comenzó en enero de 1982 a través de Radio Nacional de España en Galicia. Posteriormente también hubo emisiones en radios locales y comerciales así como programas más específicos: es el caso del destinado a niñas y niños de tres años entre 1986 y 1987. Algunas de las emisoras de radio locales que lo emitieron fueron Radio Principal Onda Cero-Monforte, Radio Principal Onda Cero-Vilalba y Radio Municipal de Quiroga. La duración de estos programas fue de 30 min.

#### Programa de televisión
Las emisiones del programa Preescolar na Casa de Televisión de Galicia comenzaron en 1990 y finalizaron en 2011 con el programa número 720. Entre las secciones que aparecieron en este espacio, estaban:
- Mira hacia el mundo
- Entrevista, con un debate de diez minutos propuesto por los padres o el personal de orientación.
- El juego es vida
- Estimulación adecuada, aquí y ahora, porque los niños no esperan, siempre aprenden
- Fotofija
- Respuestas de los especialistas
- Los consejos del cuco.

También hubo programación a través del canal internacional de Televisión de Galicia. Complementando la programación, el teletexto de TVG empezó a incorporar a partir de 1996 varias páginas de contenidos relacionados con el proyecto.

#### Sitio web
Se publicó a principios de 1998. Permitió la difusión de los materiales y actividades del proyecto más allá de la comunidad autónoma. También permitió la gestión de un servicio de consultas a través de correo electrónico.